# Daniel Lioneye
Daniel Lioneye (el. Daniel Lioneye and The Rollers) är ett sidoprojekt skapat 2001 av bandet HIMs gitarrist Mikko Viljami Lindström, även kallad Lily Lazer. Bandet består av Daniel Lioneye (Mikko Viljami Lindström) på sång och gitarr, Rakohammas (Ville Valo) på trummor, Bad Mige Amour (Mikko Paananen) på bas, Dr. Skrepper (Hiili Hiilesmaa) på backupsång i studio och "Ike" på keyboard.
Debutalbumet King Of Rock'N Roll släpptes i september 2001. Titellåten från skivan är även introt till Viva La Bam. I april 2010 kom albumet Vol II, som möttes av positiv kritik.
Daniel Lioneye turnerade en månad i USA år 2011; detta var bandets första turné och också första gången på tio år som bandet spelade live.